# Herskovits Izidor
Herskovits Izidor (Zazár, 1894. november 25. – Auschwitz, 1944) orvos, szakíró. Herskovits Jenő és  Ferenc testvére.

## Életpályája
A nagybányai gimnáziumban érettségizett, orvosi oklevelét a kolozsvári egyetemen szerezte (1919). Frontszolgálata után Nagyfentősön, majd Nagysomkúton körorvos; Bécsben a Holtzknecht-klinikán radiológiai szakképesítést szerzett. 1922-től Kolozsváron folytatott magánrendelést, a Zsidó Kórház létesítése után annak röntgenszolgálatát vezette 1944-ig, egyidejűleg a Charité, majd Park Szanatórium röntgenszakorvosaként dolgozott. Főszerkesztője volt a kolozsvári Revista Medicală–Orvosi Szemle folyóiratnak (1928–38). Tevékeny szerepet vállalt az Erdélyi Múzeum-Egyesület orvosi szakosztályában és a Paul Ehrlich Orvostudományi Egyesületben. Hazai és magyarországi folyóiratokban megjelent közleményeiben, többek közt a Magyar Népegészségügyi Szemlében (különlenyomatokban is) a tuberkulózis röntgenterápiájával, a röntgensugárzás okozta ártalmakkal, a húgyszervi kövek röntgenvizsgálatával, stb. foglalkozott.
Társszerzője a Herskovits Jenővel és Herskovits Ferenccel együtt írt Tratat practic de roentgenologie medicală című munkának (Kolozsvár 1933), mely Romániában az első gyakorlati radiológiai tankönyv volt, valamint az ugyancsak közös A hasüregi szervek röntgenvizsgálata című szakmunkának (Kolozsvár 1937).